# Diplazon bachmaieri
Diplazon bachmaieri là một loài tò vò trong họ Ichneumonidae.